# Szovitsia
Szovitsia es un género monotípico perteneciente a la familia Apiaceae. Su única especie: Szovitsia callicarpa, es originaria de Armenia. Especie muy rara, se encuentra cerca de Ereván. La población está disminuyendo. 

## Hábitat
Crece en lugares secos rocosos o cerros arcillosos. Está protegida en el Jardín Botánico de Ereván.

## Taxonomía
Szovitsia callicarpa fue descrita por Fisch. & C.A.Mey. y publicado en Linnaea 10(Lit.): 104. 1836